# Elezioni generali in Honduras del 1989
Le elezioni generali in Honduras del 1989 si tennero il 26 novembre per l'elezione del Presidente e il rinnovo del Congresso nazionale, contestualmente alle elezioni del Parlamento centro-americano.

## Risultati
| Candidati                                   | Liste                    | Voti      | %     | Seggi |
| ------------------------------------------- | ------------------------ | --------- | ----- | ----- |
| Partito Nazionale dell'Honduras             | Rafael Leonardo Callejas | 917.168   | 52,30 | 71    |
| Partito Liberale dell'Honduras              | Carlos Roberto Flores    | 776.983   | 44,31 | 56    |
| Partito di Innovazione e Unità              | Enrique Aguilar Cerrato  | 33.952    | 1,94  | -     |
| Partito Democratico Cristiano dell'Honduras | Efrain Diez Arrivillaga  | 25.453    | 1,45  | 1     |
| Totale                                      | Totale                   | 1.753.556 |       | 128   |